# Wappen von Neufundland und Labrador
Das Wappen von Neufundland und Labrador wurde am 1. Januar 1637 durch König Karl I. an David Kirke, den damaligen Gouverneur der britischen Kolonie Neufundland verliehen. Das 1928 wiederentdeckte Wappen wurde vom damals unabhängigen Dominion Neufundland offiziell eingeführt. Es wurde beibehalten, als Neufundland 1949 zur kanadischen Provinz wurde.
Der Wappenschild wird durch ein weißes Kreuz auf rotem Grund geviert, also dem umgekehrten Georgskreuz. Im heraldisch rechten oberen und im linken unteren Quadranten sind je ein gekrönter goldener Löwe, in den anderen beiden Quadranten je ein angekettetes weißes Einhorn. Die Tiere repräsentieren die Schildhalter des britischen Königswappens. Der Löwe steht dabei für England, das Einhorn für Schottland.
Die Schildhalter sind zwei Indianer vom Stamm der Beothuk (seit dem 19. Jahrhundert ausgestorben), die mit Pfeil und Bogen bewaffnet sind.
Über dem Wappenschild befinden sich ein rot-goldener Helmwulst und ein europäischer Elch. Der Elch wurde wohl deshalb gewählt, weil im 17. Jahrhundert noch kein europäischer Wappenzeichner wusste, wie ein einheimisches Karibu aussieht.
Auf dem Postament ist eine Spruchrolle mit dem Wahlspruch ausgelegt: Quaerite Primum Regnum Dei („Trachtet zuerst nach dem Reich Gottes“) ist ein Zitat aus dem Matthäus-Evangelium (Kapitel 6, Vers 33).